# نيارخوس
نيارخوس (360 قبل الميلاد - 300 قبل الميلاد) أحد ضباط جيش الإسكندر الأكبر. المعروف برحلته الشهيرة من نهر السند إلى الخليج العربي في أعقاب حملة الإسكندر الأكبر الهندية من 326 إلى 324 قبل الميلاد. قدم سردا لرحلته في كتاب آريانوس إنديكا الذي كتب في القرن الميلادي 2.
يقع مسقط رأسه في لاتو في جزيرة كريت وهو ابن أندروتيموس. استقرت عائلته في أمفيبوليس في مقدونيا في مرحلة ما من عهد فيليب الثاني المقدوني (الذي تولى الحكم في 357 قبل الميلاد) عندما كان نيارخوس صبي صغير. نيارخوس أكبر سنا أصدقاء الصبا وهم الإسكندر الأكبر وبطليموس الأول وإريريجيوس.
نيارخوس جنبا إلى جنب مع بطليموس وإريريجيوس ولاوميدون وهاربالوس كانوا معلمو الإسكندر الأكبر ونفي من قبل فيليب نتيجة لقضية بيكسوداروس. من غير المعروف أين ذهب المنفيين ولكنهم بعد وفاة فيليب انضموا للإسكندر.
بعد عودتهم تلقدوا أعلى المناصب. عين نيارخوس ساتراب على ليقيا وبامفيليا من 334 إلى 333 قبل الميلاد وهو أول قرار تعيين لساتراب للإسكندر الأكبر. في 328 قبل الميلاد أعفي من منصبه وانضم إلى الإسكندر الأكبر في باختر جالبا معه تعزيزات. بعد حصار أورنوس أرسل نيارخوس على رأس بعثة استطلاعية لمعرفة المزيد عن الفيلة.

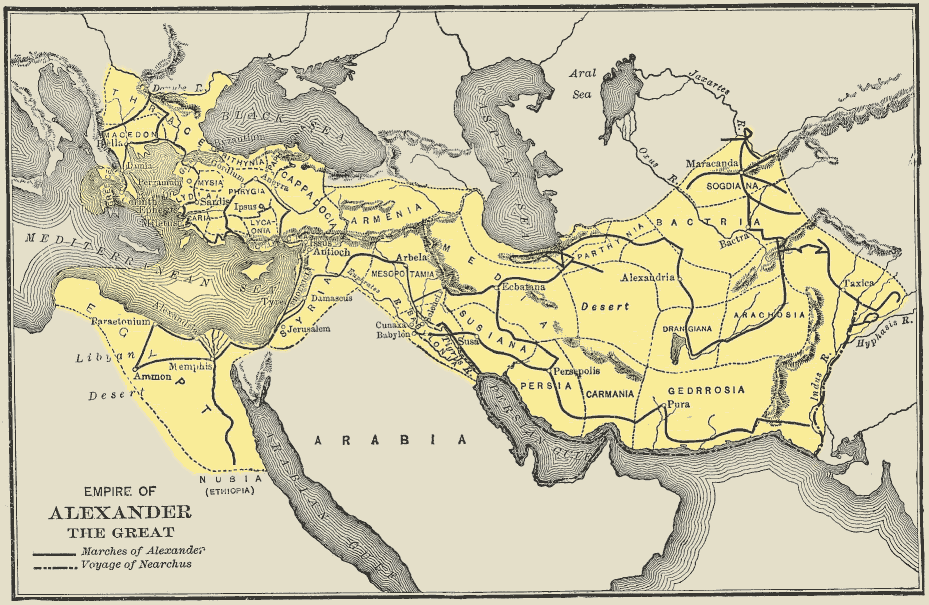
خريطة تبين رحلات نيارخوس وحملات الاسكندر الأكبر بعد فترة وجيزة من الحصول على الإمبراطورية الفارسية - من تاريخ العالم القديم، جورج ويليس بوتسفورد دكتوراه، شركة ماكميلان، 1913.

في عام 326 قبل الميلاد عين نيارخوس اميرال في أسطول الإسكندر الذي بني في هيداسبيس. كانت مسئوليته مالية وأن يقوم بتحميل المال على السفن.
أثناء الرحلة تضررت بعض السفن وصدرت تعليمات لنيارخوس أن يبقى للإشراف على الإصلاحات قبل مواصلة الرحلة إلى نهاية النهر. يدل هذا الأمر على معرفته ببناء السفن.
ومع ذلك بقي في قيادة الأسطول في الرحلة من نهر السند إلى الخليج العربي حيث سجل جميع التفاصيل. مرة أخرى على الرغم من أنه اميرال في قيادة الأسطول فلم يكن مطلوبا منه الملاحة البحرية الكبيرة بل كانت من مسئوليات الآخرين. أثناء الرحلة أشيع أن نيارخوس أول قائد يوناني قام بزيارة البحرين التي كانت تعرف باسم تايلوس من قبل اليونانيين. تمثل الزيارة له بداية إدراج البحرين ضمن العالم الهيليني والتي بلغت ذروتها في عبادة زيوس (إله الشمس) وأصبح التحدث باللغة اليونانية سمة الطبقات المخملية.
بعد العديد من المغامرات وصل نيارخوس إلى كرمانيا حيث اجتمع بالإسكندر بعد عبور الأخير صحراء غيدروسيان. أرسله الإسكندر لاستكمال رحلته حيث ذهب إلى الفرات قبل يعود للانضمام للإسكندر في شوشان في أوائل 324 قبل الميلاد.
تزوج نيارخوس بارسين ابنة معلم رودز وحصل على تاج اعترافا بجهوده. ثم قاد الأسطول إلى بابل حيث ألقى تحذير الإسكندر للكلدو بأن لا يدخل المدينة. كان لنيارخوس مكان في خطة الإسكندر النهائية حيث من المقرر أن يكون اميرال الأسطول عند غزو العرب ولكن لم تنفذ الخطة بسبب وفاة الإسكندر.
في المنازعات الأولية لحكم الإمبراطورية قام نيارخوس بدعم هيراكليس ابن الإسكندر من عشيقته بارسين. ثم انضم إلى معسكر أنتيغونوس الأول مونوفثالموس. ذكر للمرة الأخيرة عندما أصبح مستشار ديميتريوس الأول المقدوني وما حدث بعد ذلك غير معروف على الرغم من أنه ربما تقاعد لكتابة سيرته.